# Samsung Galaxy Note 8.0
Ne doit pas être confondu avec la phablette Samsung Galaxy Note 8
Pour les articles homonymes, voir Samsung Galaxy Note.
La Samsung Galaxy Note 8.0 est une tablette de la marque sud-coréen Samsung Electronics sortie début 2013, c'est une tablette de la famille des Galaxy Note dont le premier a été lancé en 2011. Cette tablette est simplement un Galaxy Note II avec un écran beaucoup plus grand, elle possède les mêmes caractéristiques techniques. La tablette possède un écran de 8 pouces TFT de définition HD (1280×800 pixels), un processeur Samsung Exynos 4412 Quad 1,6 GHz avec 2 Go de RAM. Elle possède 16 Go de stockage interne extensible via micro SD.
Elle bénéficie comme tous les Galaxy Note d'un stylet S Pen qui se range dans l'appareil lui-même. Arrivant après le Galaxy Note II, elle possède les mêmes fonction d'écriture, de dessin ou encore de survol de l'écran pour faire apparaître des éléments supplémentaires. La tablette dispose également du même système de multi fenêtres pour afficher deux applications en même temps.